# Cara (Sprache)
Die Sprache Cara (ISO 639-3: cfd; auch chara, fachara, fakara, nfachara, pakara, tariya, tera, teriya, terri) ist eine platoide Sprache aus der Gruppe der zentralen Plateau-Sprachen und wird von insgesamt 3.000 Personen in der Ortschaft Teriya im nigerianischen Bundesstaat Plateau gesprochen.
Es ist der einzige Vertreter der nördlich-zentralen Untergruppe der Plateau-Sprachen. Die meisten Sprecher verwenden auch die Sprachen Haussa [hau] und Englisch [eng].